# Spoorlijn Leipzig - Dresden
De spoorlijn Leipzig - Dresden is een spoorlijn tussen de steden Leipzig en Dresden in de Duitse deelstaat Saksen. De lijn is als spoorlijn 6363 onder beheer van DB Netze.

## Geschiedenis
Het traject werd door de Leipzig-Dresdner Eisenbahn-Compagnie in fases geopend:
- 24 april 1837: Leipzig - Althen (10,60 km)
- 12 november 1837: Althen - Borsdorf - Gerichshain (4,32 km)
- 11 mei 1838: Gerichshain - Machern (2,93 km)
- 19 juli 1838: Weintraube - Dresden (8,18 km)
- 31 juli 1838: Machern - Wurzen (8,00 km)
- 16 september 1838: Wurzen - Dahlen (17,53 km)
- 16 september 1838: Oberau - Coswig - Weintraube (13,44 km)
- 3 november 1838: Dahlen - Oschatz (9,56 km)
- 21 november 1838: Oschatz - Riesa (13,07 km)
- 7 april 1839: Riesa - Oberau (28,45 km)

## Treindiensten
De Deutsche Bahn verzorgt het personenvervoer op dit traject met InterCityExpress-, InterCity-, RE- en RB-treinen. Verder wordt het spoor gebruikt voor lokale treindiensten door de S-Bahn van Leipzig-Halle en die van Dresden.

## Aansluitingen
In de volgende plaatsen is of was er een aansluiting van de volgende spoorlijnen:

### Leipzig
- Leipzig - Dessau, spoorlijn tussen Leipzig via Bitterfeld en Dessau
- Maagdenburg - Leipzig, spoorlijn tussen Leipzig via Halle en Maagdenburg
- Leipzig - Chemnitz, spoorlijn tussen Leipzig, Geithain en Chemnitz
- Leipzig - Hof, spoorlijn tussen Leipzig en Hof
- Leipzig - Saalfeld, spoorlijn tussen Leipzig-Leutzsch en Saalfeld via Gera
- Leipzig - Großkorbetha, spoorlijn tussen Leipzig en Großenkorbetha (en Erfurt via Weißenfels)
- Leipzig - Eilenburg, spoorlijn tussen Leipzig en Eilenburg
- Engelsdorf - Leipzig-Wahren, spoorlijn tussen Leipzig-Wahren en Engelsdorf
- Erfurt - Halle/Leipzig, Hogesnelheidslijn tussen (Nürnberg -) Erfurt en Leipzig met zijlijn naar Halle
- Leipziger Güterring, goederen spoorlijn rond Leipzig
- Leipziger Verkehrsbetriebe (LVB), stadstram in en rond de stad Leipzig

### Borsdorf
- Borsdorf - Coswig, spoorlijn tussen Borsdorf, Meißen en Coswig

### Wurzen
- Wurzen - Eilenburg, spoorlijn tussen Wurzen en Eilenburg

### Oschatz
- Oschatz - Döbeln, smalspoorlijn (750 mm) tussen Oschatz en Döbeln
- Oschatz - Strehla ex Schmalspoorlijn (750 mm) tussen Oschatz en Strehla
- Oschatz - Röderau spoorlijn tussen Oschatz en Röderau

### Riesa
- Riesa - Chemnitz, spoorlijn tussen Riesa en Chemnitz
- Riesa - Nossen, spoorlijn tussen Riesa en Nossen

### Röderau
- Röderau - Jüterbog, spoorlijn van Röderau Bogendreieck via Falkenberg (Elster) naar Jüterbog

### Zeithain
- Zeithain - Elsterwerda, spoorlijn tussen Zeithain Bogendreieck en Elsterwerda

### Weißig b. Großenhain
- Weißig - Böhla, spoorlijn tussen Weißig en Böhla

### Priestewitz
- Großenhain - Priestewitz, spoorlijn tussen Priestewitz en Großenhain

### Coswig
- Borsdorf - Coswig, spoorlijn tussen Borsdorf, Meißen en Coswig

### Radebeul Ost
- Lößnitzgrundbahn, spoorlijn tussen Radebeul Ost, Moritzburg en Radeburg

### Dresden
Dresden Hbf en Dresden-Neustadt
- Berlijn - Dresden Hbf, spoorlijn tussen Berlijn en Dresden Hbf
- Görlitz - Dresden-Neustadt, spoorlijn tussen Görlitz en Dresden-Neustadt
- Děčín - Dresden-Neustadt, spoorlijn tussen Děčín hl.n., Dresden Hbf en Dresden-Neustadt
- Dresden Hbf - Werdau Bogendreieck, spoorlijn tussen Dresden Hbf en Werdau Bogendreieck
- Dresden-Pieschen - Dresden-Neustadt, spoorlijn tussen Dresden-Pieschen en Dresden-Neustadt
- Dresdener havenspoor, spoorlijn naar de haven van Dresden
- Dresdner Verkehrsbetriebe (DVB), tram in en rond de stad Dresden

## Elektrische tractie
Het traject werd geëlektrificeerd met een spanning van 15.000 volt 16⅔ Hz wisselstroom.

## Afbeeldingen

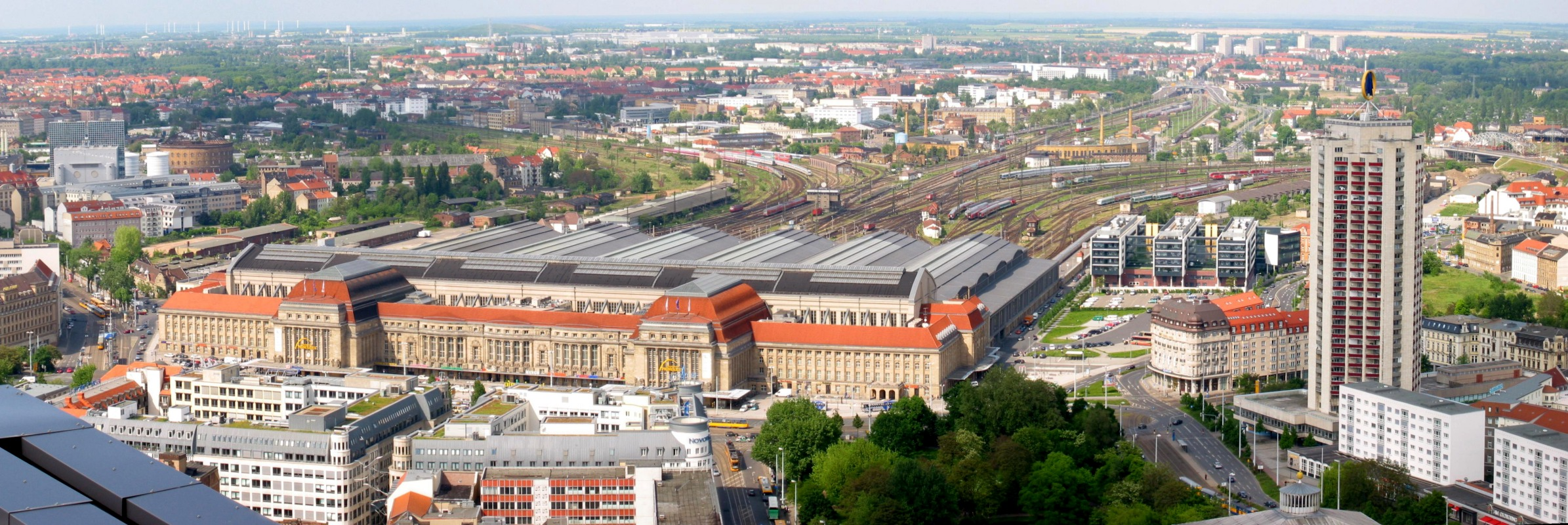
Leipzig Hauptbahnhof
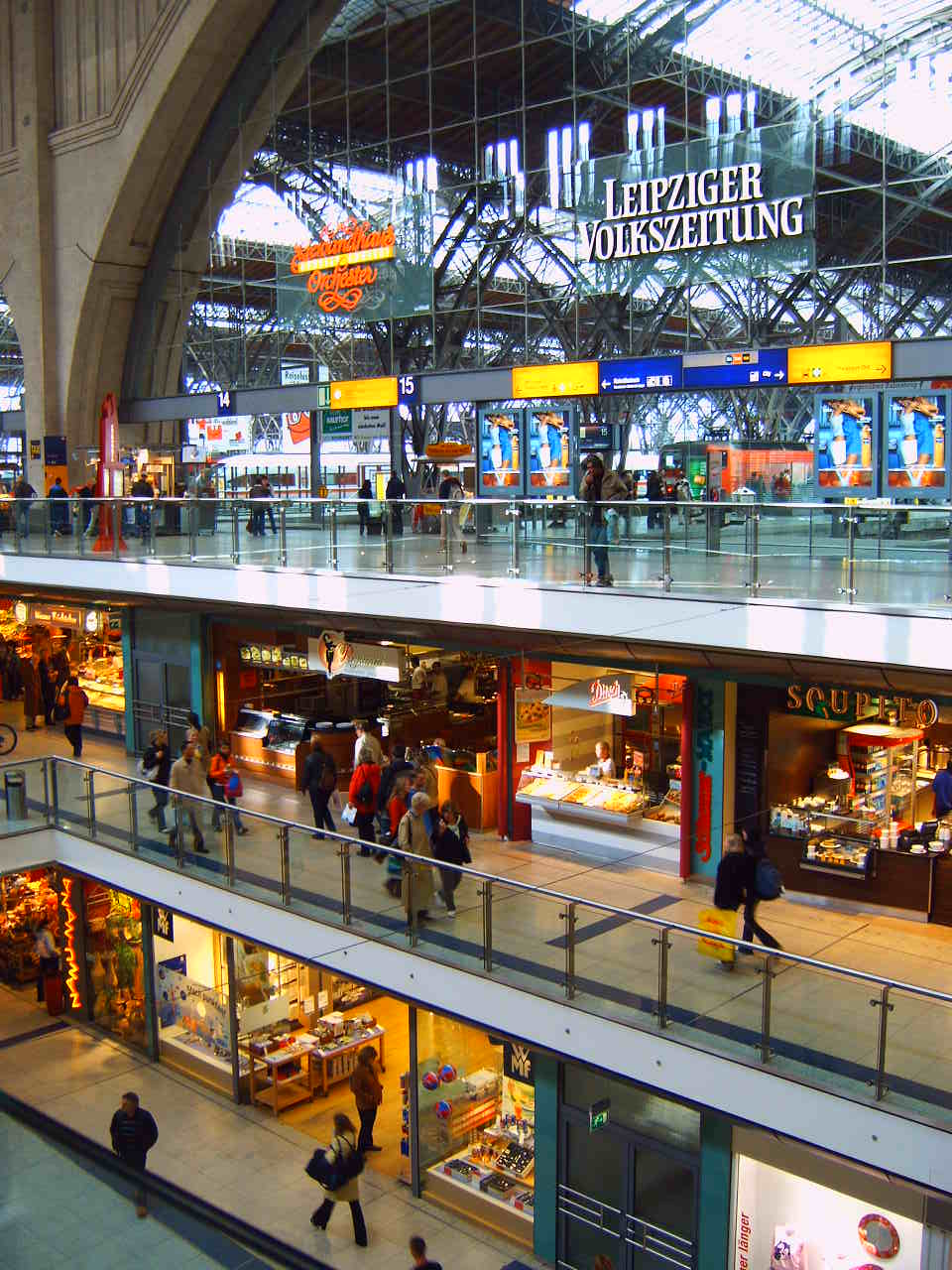
Leipzig Hauptbahnhof, winkelgalerij
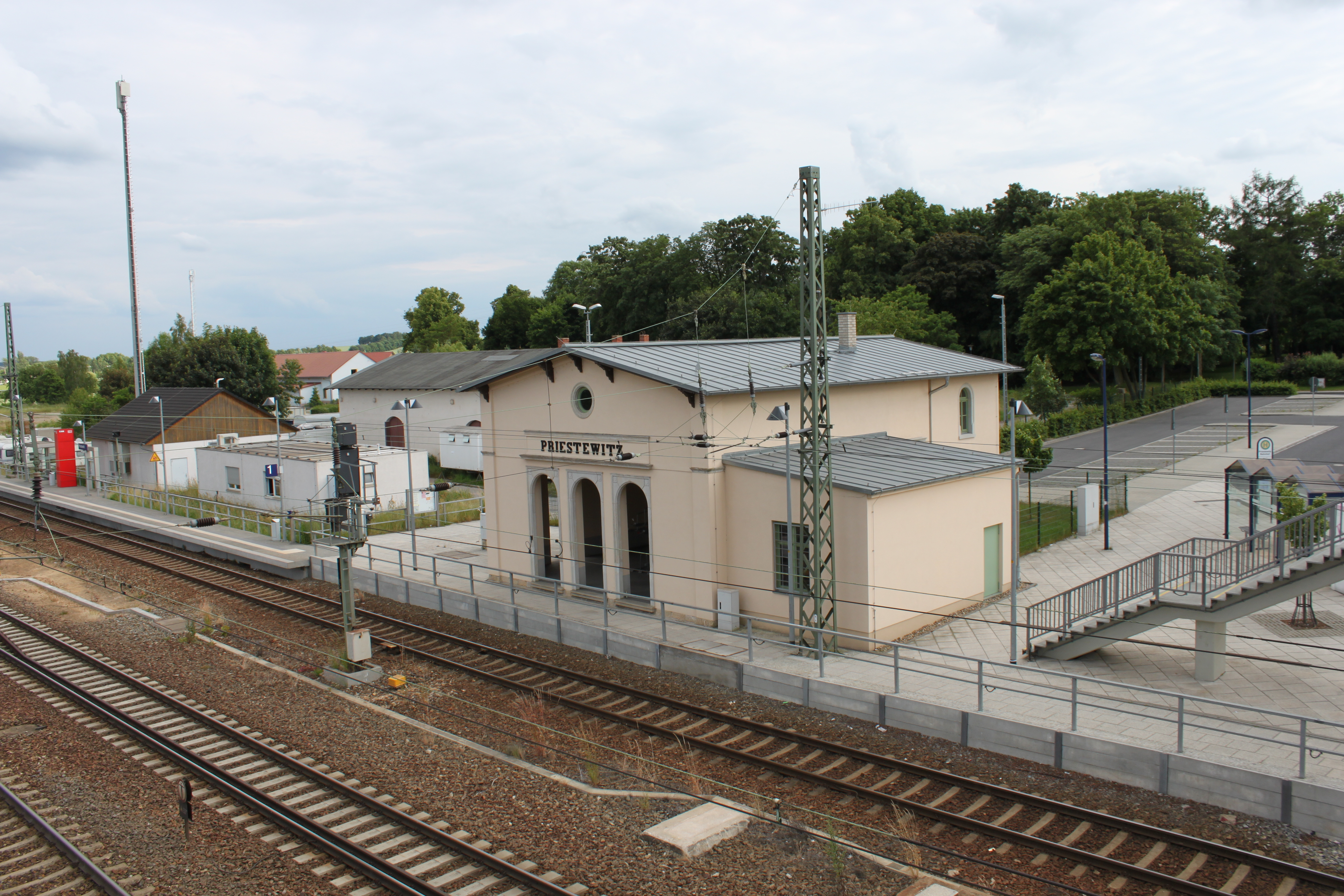
Station Priestewitz
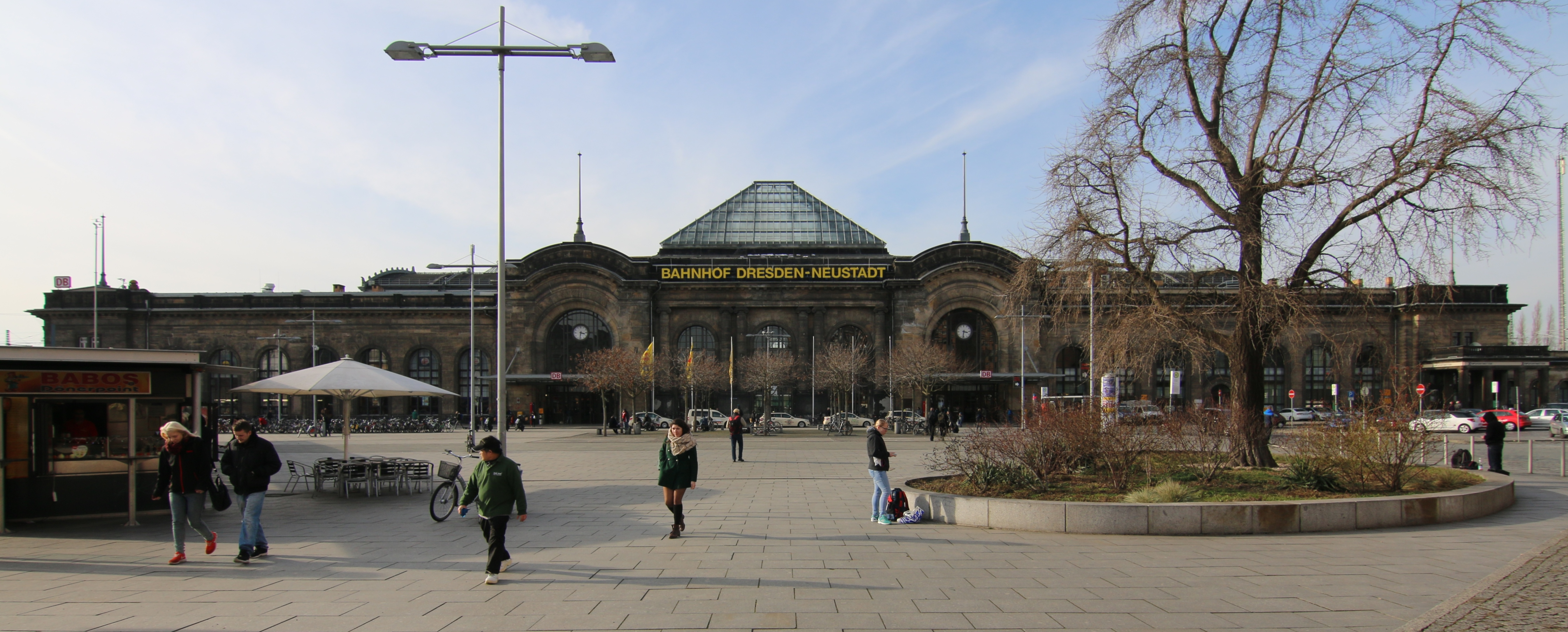
Station Dresden-Neustadt